# Cetenov
Cetenov (německy Zetten) je obec v okrese Liberec, v Libereckém kraji. Leží asi 6 km jihovýchodně od Českého Dubu v povodí říčky Zábrdky. Žije zde 117 obyvatel. Cetenov je členem sdružení obcí Mikroregion Podralsko.

## Historie
Toto seskupení šesti vsí Podještědí patřilo odedávna k českodubskému panství. První dochovaná zmínka o vsi Cetenov se nachází v nejstarších Purkrechtních registrech, které roku 1536 založil pro vsi svého panství Janem z Vartemberka. Osady Cetenov, Vystrkov a Hrubý Lesnov ležely v minulosti na důležité silnici z Prahy do Žitavy, dnes však leží stranou všech důležitých komunikací. Do druhé světové války tvořili většinu obyvatel čeští Němci, kteří byli po válce vysídleni. V letech 1976 až 1990 byl Cetenov v důsledku administrativního opatření součástí obce Všelibice, na základě místního referenda se poté opět osamostatnil.
Dne 25. dubna 2018 bylo schváleno usnesením výboru pro vědu, vzdělání, kulturu, mládež a tělovýchovu Poslanecké sněmovny Parlamentu České republiky udělení znaku a vlajky obce.

## Části obce
Do obce Cetenov patří tyto části obce:
- Cetenov
- Dehtáry
- Dolánky
- Hrubý Lesnov
- Těšnov
- Vystrkov

Nejvýše položenou částí obce je Vystrkov s 466 m n. m., nejnižším bodem je údolí Zábrdky (272 m n. m.).

## Pamětihodnosti
- Kaple sv. Linharta v Hrubém Lesnově
- Sloup se sochou sv. Jana Nepomuckého v Cetenově
- Sloup se sochou Panny Marie ve Vystrkově
- Kříž v Dolánkách
- Malá Boží muka v Těšnově
- Roubená stavení v Hrubém Lesnově

## Galerie

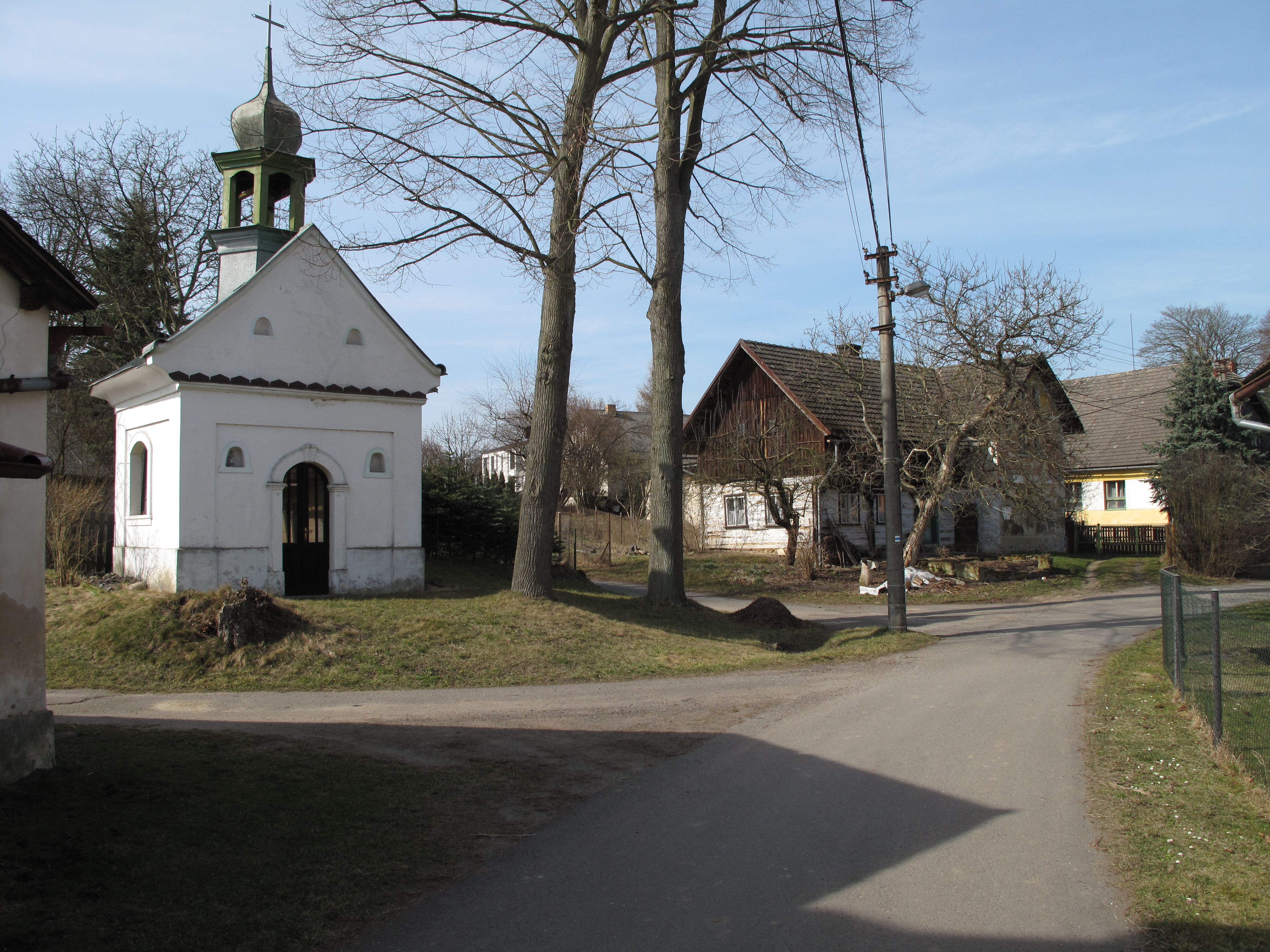
Kaple sv. Linharta v Hrubém Lesnově
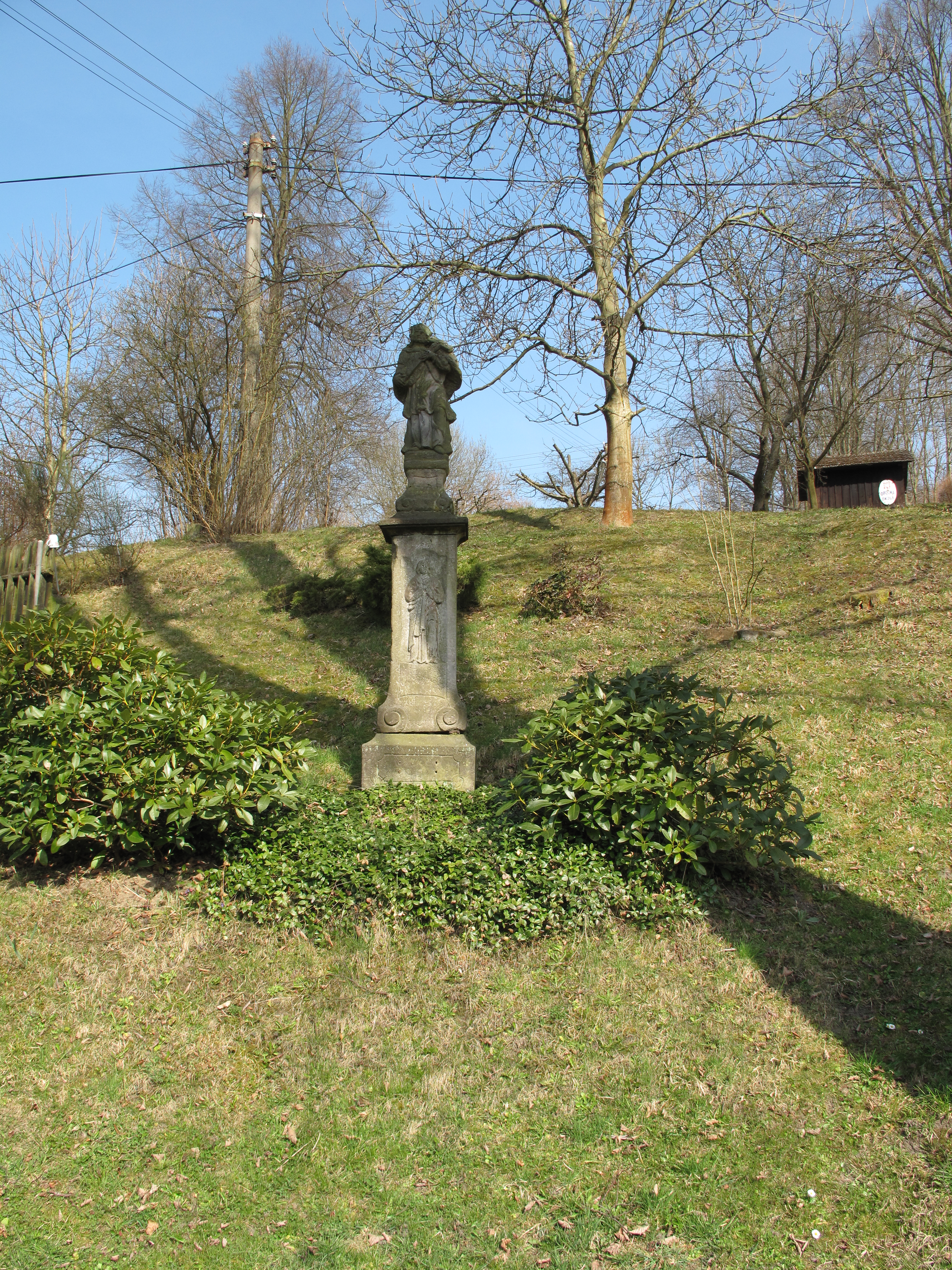
Socha sv. Jana Nepomuckého
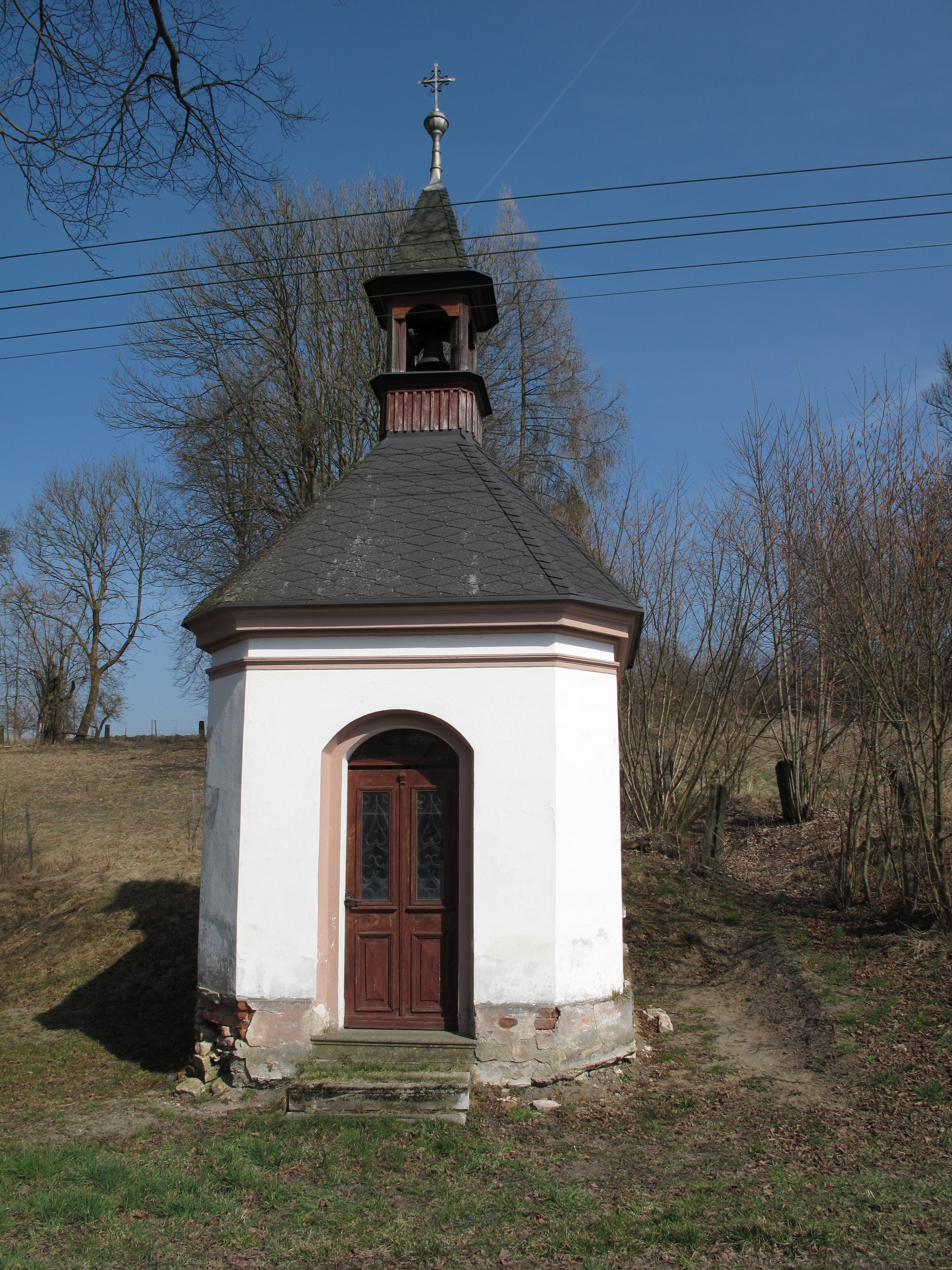
Kaplička v Cetenově
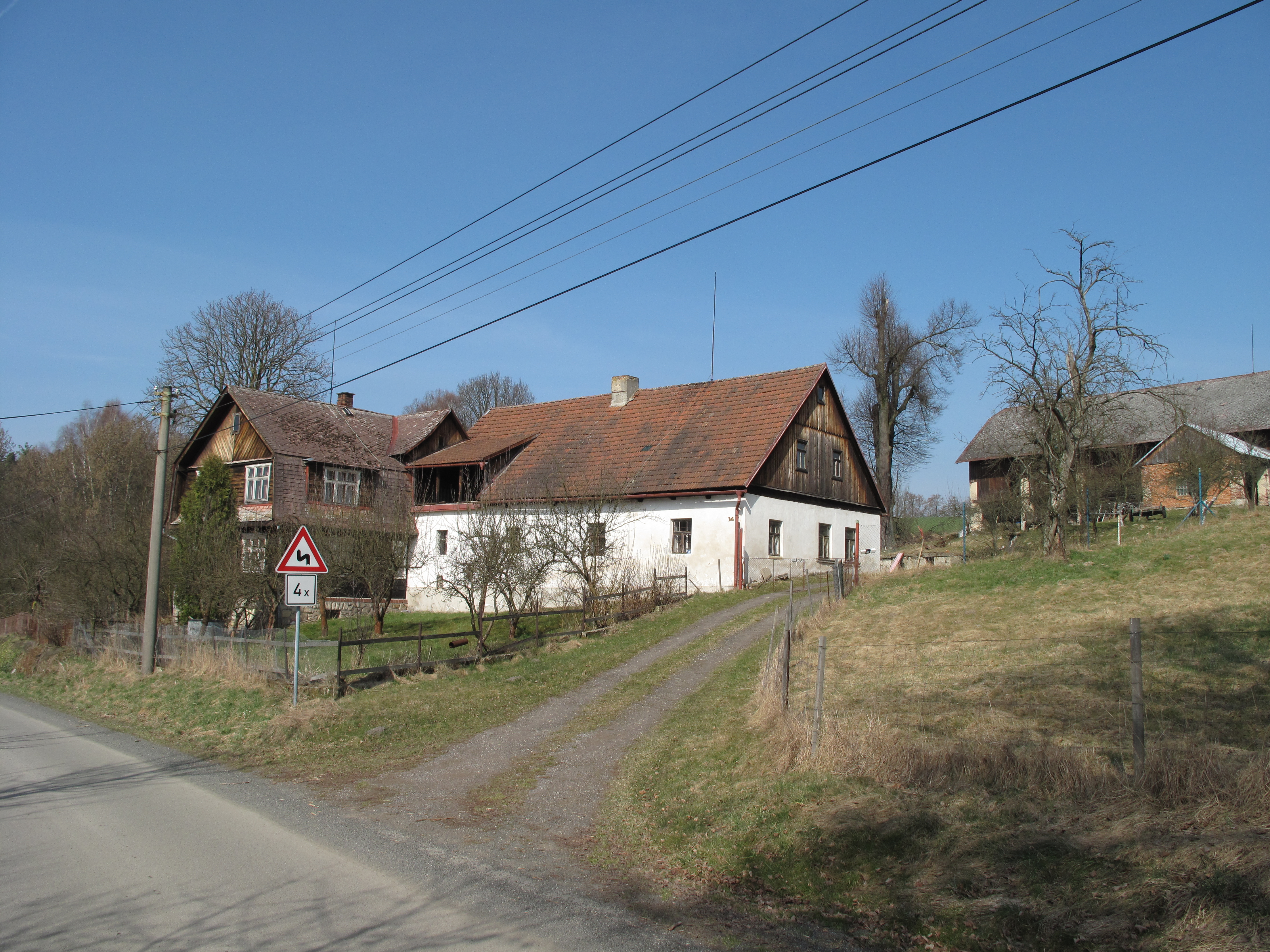
Dům u cesty